# Hot Rod Williams
John Williams, detto Hot Rod (Sorrento, 9 agosto 1962 – Baton Rouge, 11 dicembre 2015), è stato un cestista statunitense, professionista nella NBA.

## Carriera
È stato selezionato dai Cleveland Cavaliers al secondo giro del Draft NBA 1985 (45ª scelta assoluta).

## Statistiche

### NBA

#### Regular Season
| Anno      | Squadra             | PG  | PT  | MP   | TC%  | 3P%  | TL%  | RP  | AP  | PRP | SP  | PP   |
| --------- | ------------------- | --- | --- | ---- | ---- | ---- | ---- | --- | --- | --- | --- | ---- |
| 1986-1987 | Cleveland Cavaliers | 80  | 80  | 33,9 | 48,5 | 0,0  | 74,5 | 7,9 | 1,9 | 0,7 | 2,1 | 14,6 |
| 1987-1988 | Cleveland Cavaliers | 77  | 50  | 27,4 | 47,7 | 0,0  | 75,6 | 6,6 | 1,3 | 0,8 | 1,9 | 10,9 |
| 1988-1989 | Cleveland Cavaliers | 82  | 10  | 25,9 | 50,9 | 25,0 | 74,8 | 5,8 | 1,3 | 0,9 | 1,6 | 11,6 |
| 1989-1990 | Cleveland Cavaliers | 82  | 29  | 33,9 | 49,3 | -    | 73,9 | 8,1 | 2,0 | 1,0 | 2,0 | 16,8 |
| 1990-1991 | Cleveland Cavaliers | 43  | 14  | 30,1 | 46,3 | 0,0  | 65,2 | 6,7 | 2,3 | 0,8 | 1,6 | 11,7 |
| 1991-1992 | Cleveland Cavaliers | 80  | 12  | 30,4 | 50,3 | 0,0  | 75,2 | 7,6 | 2,5 | 0,8 | 2,3 | 11,9 |
| 1992-1993 | Cleveland Cavaliers | 67  | 13  | 30,7 | 47,0 | -    | 71,6 | 6,2 | 2,3 | 0,7 | 1,6 | 11,0 |
| 1993-1994 | Cleveland Cavaliers | 76  | 72  | 35,0 | 47,8 | -    | 72,8 | 7,6 | 2,5 | 1,0 | 1,7 | 13,7 |
| 1994-1995 | Cleveland Cavaliers | 74  | 73  | 35,7 | 45,2 | 20,0 | 68,5 | 6,9 | 2,6 | 1,1 | 1,4 | 12,6 |
| 1995-1996 | Phoenix Suns        | 62  | 58  | 26,6 | 45,3 | 0,0  | 73,1 | 6,0 | 1,0 | 0,7 | 1,5 | 7,3  |
| 1996-1997 | Phoenix Suns        | 68  | 66  | 31,4 | 49,0 | 0,0  | 67,2 | 8,3 | 1,5 | 1,0 | 1,3 | 8,0  |
| 1997-1998 | Phoenix Suns        | 71  | 30  | 18,8 | 47,0 | -    | 69,9 | 4,4 | 0,7 | 0,5 | 0,8 | 3,6  |
| 1998-1999 | Dallas Mavericks    | 25  | 11  | 16,1 | 33,3 | -    | 70,0 | 3,3 | 0,6 | 0,5 | 0,7 | 1,2  |
| Carriera  | Carriera            | 887 | 518 | 29,7 | 48,0 | 10,5 | 72,6 | 6,8 | 1,8 | 0,8 | 1,6 | 11,0 |

#### Playoffs
| Anno     | Squadra             | PG | PT | MP   | TC%  | 3P% | TL%  | RP  | AP  | PRP | SP  | PP   |
| -------- | ------------------- | -- | -- | ---- | ---- | --- | ---- | --- | --- | --- | --- | ---- |
| 1988     | Cleveland Cavaliers | 5  | 0  | 26,6 | 50,0 | -   | 46,2 | 5,8 | 0,8 | 0,6 | 1,4 | 9,2  |
| 1989     | Cleveland Cavaliers | 5  | 2  | 32,2 | 46,7 | -   | 72,2 | 6,8 | 2,0 | 0,4 | 1,4 | 11,0 |
| 1990     | Cleveland Cavaliers | 5  | 0  | 34,8 | 55,7 | -   | 77,3 | 9,2 | 2,2 | 0,4 | 1,0 | 19,0 |
| 1992     | Cleveland Cavaliers | 17 | 0  | 33,4 | 54,5 | -   | 79,8 | 7,6 | 2,5 | 1,4 | 1,0 | 15,0 |
| 1993     | Cleveland Cavaliers | 9  | 0  | 26,3 | 40,0 | -   | 75,0 | 4,6 | 1,9 | 0,6 | 1,6 | 9,0  |
| 1995     | Cleveland Cavaliers | 4  | 4  | 36,0 | 28,6 | 0,0 | 37,5 | 6,3 | 2,8 | 2,3 | 0,8 | 6,8  |
| 1996     | Phoenix Suns        | 4  | 4  | 28,8 | 43,8 | -   | 66,7 | 6,5 | 0,3 | 0,0 | 1,8 | 9,0  |
| 1997     | Phoenix Suns        | 5  | 5  | 21,0 | 53,3 | -   | 40,0 | 4,6 | 0,6 | 0,4 | 1,6 | 4,0  |
| 1998     | Phoenix Suns        | 3  | 0  | 11,0 | 28,6 | -   | 66,7 | 1,3 | 0,3 | 0,0 | 0,7 | 2,0  |
| Carriera | Carriera            | 57 | 15 | 29,3 | 47,9 | 0,0 | 72,2 | 6,3 | 1,8 | 0,8 | 1,2 | 10,9 |

## Palmarès
- USBL Player of the Year (1985)
- USBL Rookie of the Year (1985)
- 2 volte All-USBL First Team (1985, 1986)
- USBL All-Defensive Team (1986)
- USBL All-Rookie Team (1985)
- Miglior marcatore USBL (1985)
- NBA All-Rookie First Team (1987)
- Quarantaquattresimo miglior stoppatore di sempre NBA